# April Ryan
April Ryan egy kitalált szereplő egy díjnyertes kalandjátékból, a The Longest Journeyből és annak folytatásából, a Dreamfall: The Longest Journeyből. Az előbbiben ő a főszereplő, utóbbiban pedig egyike a három főszereplőnek. Mindkét játékban Sarah Hamilton hangján szólal meg.

## Háttér
April Ryan a Fehér Kin emberi lánya. Az apja ismeretlen, már ha egyáltalán volt neki. Születési helye szintén ismeretlen, de Starkban nőtt fel. Egy embercsalád fogadta örökbe nem sokkal a születése után (2191. április. 14.), akik az USA területén éltek. April gyakran került összetűzésbe fivéreivel, de leginkább apjával volt haragban. Apja April iránti gyűlöletének oka az volt, hogy a lány gyorsan állt talpra egy szándékos, apja által elkövetett gyilkossági kísérletből, ezért a családfő úgy gondolta hogy April gúnyt űz belőle. Anyjával jól kijöttek, majd mikor April betöltötte 18. életévét, összepakolt és elutazott Newportba – a nagy, ipari metropoliszba - , maga mögött hagyva családját.

## The Longest Journey
|  | Alább a cselekmény részletei következnek! |

A játék kezdetekor April a Border House nevű diákszállóban lakik, New Veniceben, Newport egyik negyedében, és készül a VAVA felvételi tesztjére, amely a világ egyik legjobb művészeti iskolája. Egy helyi kávézóban dolgozik pincérként, hogy fizethesse a lakbért és az iskolát. Két barátja is ott dolgozik: Charlie, aki táncos karriert akar befutni, valamint Emma, aki szobrász szeretne lenni. April életében az egyetlen gondot az álmai jelentik, melyekben varázslatokat, szörnyetegeket és sárkányokat lát, és a mágia uralta párhuzamos világba látogat el. Azon felül egy helyi különc, Cortez – aki valójában a Vörös Kin, így April vér szerinti rokona – felvilágosítja őt hogy az álmai többek mint pusztán képek. Az álmairól valójában az Egyensúlyban keletkezett zavar tehet. A Védelmező elhagyta a helyét, és nem jelölt ki utódot. Némi vívódás után April elutazik Arcadiába egy Cortez által megnyitott váltáson (shift), hogy megtudja az igazságot a világok múltjáról.
Vestrum Tobias, a főapát fogadja és miután April „elsajátította” tőle a közös nyelvet, Tobias beavatja őt Arcadia és Stark múltjába, és a szétválásuk körülményeibe, valamint abba hogy April egy Shifter, aki képes utazni a világok között. Ezután April feladata az lesz, hogy megtalálja Cortez barátját, az starki születésű Brian Westhouse-t. Brian egy zsebórát ad át neki, majd hozzáfűzi hogy még hasznos lehet. April az óra segítségével képes visszatérni Starkba, ahol Cortez fogadja. Cortez elárulja neki hogy a Vanguard nevű –magát „Voltec Temploma” álnéven új vallási hullámként beállító – szervezet áll a dolgok hátterében, kik céljukként tűzték ki hogy újraegyesítik a két világot, nem törődve a következményekkel. April kénytelen együtt dolgozni Cortezzel, hogy megtalálja a bejáratot a Védelmező Birodalmába, és megtalálja az Egyensúly új és régi Védelmezőjét. Cortez megemlíti azt is, hogy April a kiválasztott, akinek az utazása során sikerrel kell járnia, és akiről tömérdek prófécia szól.
April kezd információt gyűjteni a Vanguardról és a két Védelmezőről, s mint kiderül, mindketten a Vanguard foglyai. Először a rendőrségtől szerez információt, melyben segíti őt egy mozgássérült hacker, Burns Flipper. Segítségével sikerül rájönnie hogy a Vanguard főhadiszállása Newportban van, és a szervezet vezetőjét Jacob McAllennek hívják. Eközben a Vanguard elfogja Cortezt, melyet April álomként lát, és akaratlanul megnyit egy váltást, így ismét Arcadiába megy. Arcadiában eltökéli, hogy összegyűjti a Cortez által megemlített ősi Kőkorong darabjait, melyekkel fellelhető a bejárat a Védelmező Birodalmába. Rájön hogy a korong részeit Arcadia különböző népeinél kell keresnie. Ezen kívül fel kell kutatnia a Kinek négy mágikus ékkövét, amit a „Sárkány Szemeinek” hívnak. Mivel két Kin (a vörös és a zöld) Starkban van, Cortez elvállalta hogy ő megszerzi az övéket, April pedig a többit. April elutazik az Alais nevű trópusi szigetre, ahol az egyik Draic Kin lakik az ősi eredetű alatien fajjal együtt. Elutazik Marcuriába, de mivel a szelet ellopta egy gonosz alkimista, Roper Klacks, így előbb őt kell legyőznie, hogy felszállhasson egy induló hajóra. April útközben segít a banda nevű vakondszerű népen – megmenti egyik társukat a Gribblertől -, és bebocsátást nyer a Szellemlyukba. Ott töltött éjszakája alatt Aprilnek víziói támadnak saját magáról, ami szembesíti Aprilt a lány negatív oldalával, majd pedig Charlieval, aki elárulja neki hogy nem kell egyedül cipelnie minden terhet. Másnap a törzsfőnöktől megkapja a Kőkorong egyik darabját és az April Bandu-Embata ("April aki a kicsik közt keres és talál") nevet, majd tovább indul. Legyőzi Roper Klackset, és kiszabadítja a szelet fogságából.
Marcuriába visszatérve Tobias elárulja Aprilnek hogy valószínűleg ő az Egyensúly következő Védelmezője, és átadja neki az Egyensúly Talizmánját. Sürgeti Aprilt hogy hagyja el Marcuriát, mert közeleg a Tyren-horda támadása, kiket a Vanguard bérelt fel. Az Alais felé vezető hajóúton a Káoszvihar csapást mér a hajóra és a legénységére, és April az óceán közepén válik hajótörötté. A maerum nevű tengeralatti faj ejti Aprilt fogságba, aki egy börtönfalra vésett útmutatásból megtanul a víz alatt lélegezni. A feladata hogy a maerumok számára összegyűjtse a Tan’yent, egy létezésük szempontjából nélkülözhetetlen anyagot. Miután April sikerrel járt, és egy szentélyben „elolvasta” a maerumok történelmét, kiérdemli tőlük a Víznyugtató (Waterstiller) becenevet, melyet ők a kiválasztottra használnak szinonimaszóként. A Víznyugtató feladata hogy egyesítse őket a halálos ellenségeikkel, az alatienekkel, kikkel valaha egy fajba tartoztak. Segítségükkel eljut Alais szigetére, ahol kis nehézségek után feljut a vulkánhoz, ahol a szárnyas faj él. Aprilnek sikerül bebizonyítania nekik három alaisi történet felmondásával, hogy ő a messiás, kit az alatienek Szélhozónak (Windbringer) neveznek. April egyesíti a két népet, majd találkozik a Kék Kinnel, az „istennel aki a mélybe zuhant”, kitől átveszi a kék sárkányszemet. A Kék Kin megjegyzi, hogy mind az alatienek mind a maerumok az ő ivadékai. April átveszi az alatien és a maerum nép közös kövét. A Kék Kin a Sötétekkel (Dark People) viteti el Aprilt, hogy semmi se akadályozhassa a lányt. A Sötétek odaadják Aprilnek a Kőkorong egyik darabját, és elnevezik Hullámnak (Wave) mely az ő szavuk a messiásra. Egy térképet is adnak Aprilnek a Védelmező Birodalmához, melyből kiderül, hogy a bejárat valahol a Naprendszerben van. Aprilt nem sokkal a partot érése után megtámadja a Káoszvihar, így egy váltással elmenekül.
Stark világában Aprilt már keresik a Vanguard emberei. Gordon Halloway – Jacob McAllen jobb keze és egyben Jacob saját jelöltje a Védelmező posztjára – túszul ejti April barátait, és a megölésükkel fenyegetőzik, ha April nem adja meg magát. Aprilnek sikerül elmenekülnie, de a szeme láttára lövik le Zack Lee-t és Emmát. A Vanguard emberei a Fringe-ig üldözik, ahol Aprilnek sikerül egy váltás segítségével megszöknie előlük. April a rejtélyes „Világok Háza” (House of All Worlds) nevű helyen találja magát, ahol egy Lady Alvane nevű idős asszony megnyugtatja őt, hogy Emma életben van. April ezután egy váltás segítségével Marcuriába megy, ahol Abnaxustól veszi át a Kőkorong utolsó, negyedik darabját, a venar nép kövét. Abnaxus elnevezi Kan ang-lának („a mag, melyből magas fa nőtt”), ami a venar név szava a messiásra. Ezután April az Őrszem Enklávéban (Sentinel Enclave) összerakja Crow „segítségével” a Kőkorongot, és pont a Tyren-horda támadása előtt nyit egy váltást Starkba. April hallgatva Lady Alvane tanácsára – irányítsa az erejét azzal amihez a legjobban ért – a VAVA akadémiára megy, és festéssel nyit egy váltást arra a helyre, amit álmában látott, a Fehér Kin fészkéhez. Ott a haldokló Fehér Kinnel beszél, akit legyőzött a Káoszvihar. A sárkány elárulja Aprilnek, hogy ő a vér szerinti anyja, és odaadja neki a Fehér Sárkány szemét. Miután a sárkány meghalt, a tojásából kikel az új Draic Kin, akit April „húgának” hív. Mindketten azonnal elhagyják a környéket.
April, immáron tökéletesen uralva Shifter képességeit visszatér Starkba, és beszél Flipperrel, aki átadja neki a hamis személyiét, amivel már beléphet a Vanguard főhadiszállására, és nála hagyja a térképet kivizsgálásra. Azonban Aprilt Jacob McAllen gyorsan lefüleli, és elveszi tőle a Kőkorongot, valamint a két Kin ékkövét. Ezután rászabadít egy mutánst, akit végül sikerül ártalmatlanná tenni. Cortez bukkan fel, aki csak most szabadult ki a Vanguard fogságából. Hamar megjelenik Jacob is, akivel Cortez veszi fel a harcot. Mindketten sárkány formában küzdenek, így válik April számára egyértelművé, hogy Cortez és Jacob McAllen volt a másik két Draic Kin. Mindketten lezuhannak a felhőkarcoló tetejéről, és feltehetően életüket vesztik. April elveszi az egy helyre gyűjtött négy ékkövet és a Kőkorongot is. April zavartan utazik vissza Flipperhez, aki megfejtette a Sötétek térképét, de az információ átadása után szinte azonnal belehal a Vanguard katonái által okozott sérüléseibe. April egy komppal kirepül az űrbe, és elutazik a Reggeli Csillag (Morning Star) űrállomásra, melynek közelében van a Védelmező Birodalmának bejárata. April gyorsan kitalálja, hogy mind Gordon Halloway, mind a korábbi Védelmező, Adrian is az állomáson van. Miután April kiszabadította Adriant, ketten két meglovasított űrkabinban katapultálnak a bázison kívüli űrbe, és belépnek a birodalom bejáratán. Titokban Gordon Halloway követi őket.
April a megérkezéskor elszakad Adriantől. Hogy eljuthasson a Védelmező Tornyába, Aprilnek át kell mennie három próbán mellyel bizonyíthatja hogy méltó a Védelmező posztjára. Szembe kell néznie legsötétebb félelmeivel. Először a Káoszörvényt kell legyőznie, amit be is zár az Egyensúly Talizmánjába. Utána a múltjával kerül szembe, és meg kell bocsátania az apjának azért, amit vele művelt a múltban. A harmadik próbán pedig át kell jutnia a ködös szakadékon, ami közte és a torony között van. April Crow segítségével – akit Arcadiából idéz meg egy váltással – átjut a toronyba, de nem tudja beüzemelni a felvonót, mely a torony tetejébe vinné. Adrian bukkan fel, aki aktiválja a felvonót. A toronyszobában kiderül, hogy nem April a következő Védelmező, és Adrian sem alkalmas rá, hisz őt már kitaszította az Egyensúly. Halloway tűnik fel, aki kijelenti magáról, hogy ő az új Védelmező. Megérzi, hogy Aprilnél van a Káoszörvény – mely Gordon levetkőzött érzelmeinek az eredménye – és előtör belőle a harag. Azonban Adrian megállítja Gordont, mikor az meg akarja támadni Aprilt. April kiengedi a Káoszörvényt Gordonra, így adva vissza az érzelmeit, és igazítja ki benne az érzelem és logika, a mágia és a tudomány egyensúlyát. Ezután Gordon kéri, hagy lehessen ő a következő Védelmező és ezúttal nem az ikervilágok fölötti hatalomért, hanem azért hogy helyrehozhassa az elkövetett hibáit. April és Adrian egyet értenek ezzel, és látják hogy Gordon valóban megváltozott és alkalmas lesz a Védelmező posztjára. April ezután magukra hagyja őket, míg lezajlik a védőváltó ceremónia, és ezután elhagyja a Védelmező Birodalmát.

## Dreamfall
|  | Alább a cselekmény részletei következnek! |

Az első rész eseményei után Starkban végbement az az esemény, melyet később Összeomlásnak (Collapse) neveztek el. Az Összeomlás után a starki emberek technikai szintje visszafejlődött, többé nem voltak képesek fénysebességgel utazni a világűrben és lehetetlenné vált az Anti-gravitációs technológiák használata. Az Összeomlás korában alakult meg az EYE (szem), az egész világot felügyelő rendfenntartó szervezet, mely hivatásának érzi hogy mindenkin „rajta tartsa a szemét”.  Arcadiában is rabiga alá került Marcuria népe. A Tyren-hordát az Azadi Birodalom szisztematikusan kiirtotta, de a „felszabadításért cserébe” uralmuk alá hajtották Marcuriát és környékét, betiltották a mágia használatát és a varázslókat gettókban különítették el. A Vanguard is hasonló célokat akart megvalósítani Arcadiában, de a szervezet jelenlegi helyzetére nem derült fény, feltehetően feloszlott.
Tíz évvel az új Védelmező trónra kerülése után April az Azadi Birodalom elleni felkelés egyik kulcsalakjaként bukkan fel, ki többé már nem tud váltásokat létrehozni, és nem akar visszatérni Starkba. Erejét a starki valóságtól és a barátai haragjától való félelem miatt vesztette el. Félelme érett vezetővé tette, ugyanakkor rideg, saját érzelmeit hátrányba szorító nő lett belőle. Barátai Hollónak (Raven), ellenségei pedig Skorpiónak (Scorpion) hívják. April Arcadia északi vidékein (Northlands) él. Aprilt ellenségei a szinte már fanatikus, vad harcmodora miatt félik.
A Dreamfallban legelőször akkor tűnik fel April, mikor Marcuria felé tart egy kis csapat lázadóval. Felszerelésszerző útjukat azonban egy Azadi katonákból álló csapat szakítja félbe, kiket meglepetésszerű rajtaütéssel tesznek ártalmatlanná. Mivel a Dreamfall eseményeit a játék főszereplője, Zoë Castillo szemszögéből követjük végig, az utazásuk további részleteit homály fedi. April akkor bukkan fel megint, mikor Zoë véletlenül „átutazik” Arcadiába, azzal a feladattal, hogy meg kell mentenie April Ryant. Ezeket az üzeneteket Zoë egy kislánytól kapja, akit többször is lát a Hálózaton (Wire), az Internet játékbeli változatán. Zoë hamar rájön azonban hogy April nem szorul védelemre, így nem szentel különösebb figyelmet Zoë üzenetének, de gyanítván hogy a lány egy Shifter, April elhatározza, hogy segít neki visszatérni Starkba. De mielőtt bármit is tehetne, Zoë hirtelen eltűnik.
April hamar elfelejti Zoët és az üzenetét, majd indul hogy megvizsgálja az Azadik Templomát, melyet az Őrszemek Templomának – ahová April érkezett az első váltása után - helyére építettek, amint lerombolták a templomot és száműzték az őrszemeket. A templomban kihallgat egy beszélgetést Marcuria provincia kormányzója és egy csuhás alak között, akit „Prófétának” nevezett. April elhatározta hogy követi ezt a „Prófétát”, akit egy megnyitott portálon át üldözött és egy ősi városba jutott, mely Marcuria alatt volt. Mikor April utoléri a csuhást, az hirtelen eltűnik és magára hagyja Aprilt egy furcsa helyen, melyet a néhai Shifter a „csapdába esett álmok kamrája”-lént definiál.
Másnap reggel Zoë szavaitól és a földalatti városban látottaktól zavartan April akarata ellenére belekavarodik egy új, világmegmentő kalandba, annak ellenére, hogy szerinte már így is elég sok mindent áldozott fel a világok biztonsága érdekében. April találkozni akar Gordon Halloway-el, remélve hogy ő tud válaszolni a kérdéseire. Azonban April elvesztette Shifter képességeit, így nem tud portálokat nyitni a világok között. Brian Westhouse – aki a Tyren-megszállás óta állandóan vándorol Arcadiában – javasolja Aprilnek, hogy keresse fel a Sötétek Könyvtárában lakó, a tíz év alatt felcseperedett Fehér Kint.
April az időközben „megtért”, a zsebszámológépből kiszabadult és bájital kereskedéssel foglalkozó Roper Klacks utolsó könyvét odaadva a Sötéteknek, az egyik Árnyhajójukkal (Shadow Ship) elutazik a könyvtárba, ahol találkozik Crow-al. A könyvtárban rábukkan a „húgára”, a Fehér Kinre, aki elárulja neki hogy a Shifter képességei még megvannak, de egyedül már nem tud váltást nyitni. Ezután a fehér sárkány nyit egy váltást, amin April és Crow együtt mennek át a Védelmező Birodalmába, mely tíz év alatt egy vadregényes tájjá vált Gordon uralma alatt. Gordon megerősíti, hogy Aprilnek már nincsenek kötelezettségei az Egyensúly és az Ikervilágok irányába, melyre April azt feleli, hogy Gordonnak vannak feladatai, míg neki nincsenek, és ez az, ami igazán zavarja őt. Gordon csak azt tudja javasolni Aprilnek, hogy saját akaratából válassza meg a feladatait. April elhagyja a Védelmező Birodalmát, bár nem érezte magát annyira meggyőződve, mint amennyire remélte.
Egy váltás visszaviszi őt Marcuriába, ahol értesül róla, hogy egy „boszorkányt” letartóztattak Marcuria piacterén, és mivel ezzel megsértette az Azadi Birodalom mágiatilalmát. a Friar’s Keep nevű, varázslók számára fenntartott börtönbe vitték. A „boszorkány” leírásából April rájön, hogy Zoë az, és azonnal a megmentésére siet. A Friar’s Keephez vezető útja során találkozik először Kian Alvanéval, aki szintén azért jött, hogy Zoëval beszéljen. Ketten vitába kezdenek az Azadi politikával kapcsolatban. Kiant lenyűgözi April természete, és naivan bele sem gondol hogy a lázadó vezér – a Skorpió – akinek kivégzését rábízták, valójában maga April. April eléri a börtönt, ahonnét Crow segítségével kiszabadítja Zoët. Zoe és April összevesznek a világok megmentésével kapcsolatban, és Zoë haragosan elhagyja Aprilt, Crow pedig – kiábrándulva Aprilből – Zoë csatlósául szegődik. Míg Zoë és Crow Brian Westhouse-al tartanak a Fehér Kinhez, addig April folytatja a lázadók ellátmányával kapcsolatos feladatait.
Később, April és társai elérik a lázadók mocsári bázisát az ellátmányokkal. Azonban diadalmámoruk eltűnt, mikor megtudták hogy az Azadi elfogta a lázadás néhány vezetőjét, és Aprilnek megtiltották hogy a megmentésükre siessen. Kian Alvane titokban követte őket, aki rákényszeríttette April egyik barátját, hogy vezesse el őt a „Skorpióhoz”. Kian még mindig nem tudja, ki is valójában a „Skorpió”. Mikor April és Kian másodszor is beszélnek, a nőt meglepi a bérgyilkos idealizmusa. Mikor már kezdi elhinni, hogy az Azadi-apostol őszintén beszél, váratlanul számtalan Azadi léghajó lepi el a mocsárt, és elit Azadi-rohamkatonák ereszkednek le a lázadók közé. Mikor az Azadi-parancsnok rátalál Aprilre és Kianra, felszólítja az apostolt hogy végezzen Aprillel. Kian ezt megtagadja, és kardot ránt saját társaira. Próbálkozása ellenére Aprilt leszúrja az egyik katona, és a nő a mocsárba zuhan. Kiant őrizet alá veszik az Azadi ellen elkövetett árulásáért, és az összes lázadót – nőket és gyerekeket is beleértve – lemészárolják.
A Dreamfall történetének két írója, Ragnar Tørnquist és Dag Sheve úgy nyilatkozott hogy a hitvesztés terén (az egész játékra kiható téma) April ment a legmesszebbre a három főszereplő közül, és ez vezetett a „halálához”. Tørnquist kihangsúlyozta a „halál” kétértelműségét (actual death jelenthet tényleges halált és jelenlegi halált is), de visszautasította, hogy nyíltan erősítse meg April állapotát, és hozzátette, hogy „A hatása még nem lett teljesen kijátszva. Ez az ő története, ezen megy végig.”

## Személyiség
April Ryan a The Longest Journeyben egy átlagos, 18 éves lány életét éli, kinek életében csak a vizsgák és a kapcsolatok jelentenek problémát. Gyerekkori sérelmei miatt könnyen hagyta hátra a régi életét, és költözött Newportba.
Aprilt (néha Zoe Castillóval együtt) a kalandjátékok történetének egyik legemlékezetesebb szereplőjének tartják, mert elvonatkoztat a kalandjátékokra jellemző tévedhetetlen főhős karakterektől, és ezúttal egy kényes és gyenge, azonban eltökélt és tehetséges hősnőt testesít meg. Ez példájául szolgált sok későbbi kalandjáték főszereplőnek, mint például Kate Walker (Syberia és Syberia II), Victoria McPherson (Still Life) és Ann Smith (Paradise), ezzel divatot teremtett.
Egyedi vonásai közé tartozik még a naplója, melyből megismerhető volt April múltja, és gondolkodásmódja is. A napló írási stílusa sokkal nyitottabb, közvetlenebb volt mint Zoe naplója, így a játékos könnyebben szimpatizálhatott Aprillel.
April jelleme az útja során sokat fejlődik. Megbarátkozik a sorsától való félelemmel, és rájön hogy muszáj beteljesítenie a végzetét, még ha ehhez kriminális dolgokat is kell cselekednie. April türelmetlenségében kis híján Nebevay kapitány legénységének vesztét okozza, így magára hagyják az óceán közepén. Önbizalma az Alatien-Maerum konfliktusban tér vissza. Az Árnyhajón ismeri fel April, mennyit változott a személyisége az utazás során. Azonban miután a barátai életét is veszélybe sodorta, előtörnek kétségei a saját képességeit illetően. Kétségei tovább nőnek, mikor vér szerinti anyja, a Fehér Kin meghal, de gyorsan tovaszállnak, mikor April rájön hogy már tökéletesen képes irányítani Shifter képességeit. Elhatározza, hogy betör a Vanguard főhadiszállására, de akciója katasztrofális véget ér. Cortez önfeláldozása és Burns Flipper halála után döbben rá April, hogy utazása nem csak kihatással lesz a világokra, de néhány ártatlan ember is életét veszítheti miatta.
A Föld elhagyása April számára szimbolikus jelentéssel bír, hisz mindent maga mögött hagy, ami a saját világához kötötte. A toronyba vezető próbák során néz szembe saját múltjával, és győzi le a Káosz Örvényt, megbocsát apjának, és Crow segítségével jut át a hídon. Mikor beletörődött sorsába és elfogadta, hogy ő lesz az új Védelmező, rájön, hogy Gordon Hallowaynek jár ez a titulus. A történet végére Aprilnek semmije sem marad, ami arra ösztönözné hogy térjen vissza Starkba, így Arcadiában marad. A Dreamfallban ki is derült, hogy sohasem tért vissza Starkba, és a barátain kívül senki sem emlékszik már rá, és April félve barátai haragjától nem is akar visszamenni oda.
A második részben April magányos természetű nővé vált, ki maga vállalja a legnehezebb, legveszélyesebb küldetéseket, mert félti a beosztottjai életét. Kételkedni kezd a végzetben és úgy gondolja, mindenkinek a saját háborúit kell megvívnia. April hideg vérrel végez több Azadi katonával is a háború alatt, mely nem volt jellemző régi énjére. Noha April úgy érzi, az Egyensúlynak többé már nincsenek vele tervei, ironikusan reménykedett, hátha szükség van még rá. A Dreamfall végén April bevallja Kiannak, hogy olyan életre vágyott mint amilyet az apostol választott. Hinni akart valamiben, amiért érdemes harcolni, de már saját magában sem hitt. De mielőtt ledöfték, látta ahogy Kian szembefordul hittársaival, így tudva meg hogy még egy vallásos ember életében is lehetnek kérdések, amikre nincs egyértelmű válasz.

## Fordítás
- Ez a szócikk részben vagy egészben  az   April Ryan című angol Wikipédia-szócikk fordításán alapul.  Az eredeti cikk szerkesztőit annak laptörténete sorolja fel. Ez a jelzés csupán a megfogalmazás eredetét és a szerzői jogokat jelzi, nem szolgál a cikkben szereplő információk forrásmegjelöléseként.